# Rising (album Rainbow)
Rising – drugi album grupy Rainbow wydany 17 maja 1976 (zob. 1976 w muzyce) przez Polydor Records. Na szczególną uwagę zasługuje ośmiominutowy utwór „Stargazer”, skomponowany przez Ritchiego Blackmore’a na wiolonczelę i zagrany wspólnie z orkiestrą the Munich Philharmonic Orchestra. Płyta została zarejestrowana w Monachium, w niespełna miesiąc. Producentem albumu jest znany z wydawnictw Deep Purple – Martin Birch.
Pierwsze wydanie CD zostało nieco inaczej zmiksowane w porównaniu z wydaniem winylowym. W roku 1999 oryginalny materiał muzyczny został poddany obróbce cyfrowej i na kolejnym wydaniu CD przywrócono właściwą kolejność utworów.

## Lista utworów
| Wydanie LP - Strona A | Wydanie LP - Strona A    | Wydanie LP - Strona A |
| Nr                    | Tytuł utworu             | Długość               |
| --------------------- | ------------------------ | --------------------- |
| 1.                    | „Tarot Woman”            | 5:58                  |
| 2.                    | „Run With the Wolf”      | 3:48                  |
| 3.                    | „Starstruck”             | 4:06                  |
| 4.                    | „Do You Close Your Eyes” | 2:58                  |
|                       |                          | 16:50                 |

| Wydanie LP - Strona B | Wydanie LP - Strona B  | Wydanie LP - Strona B |
| Nr                    | Tytuł utworu           | Długość               |
| --------------------- | ---------------------- | --------------------- |
| 1.                    | „Stargazer”            | 8:26                  |
| 2.                    | „A Light in the Black” | 8:12                  |
|                       |                        | 16:38                 |

## Wykonawcy
- Ritchie Blackmore – gitara
- Ronnie James Dio – śpiew
- Tony Carey – instrumenty klawiszowe
- Jimmy Bain – gitara basowa
- Cozy Powell – perkusja

oraz
- the Munich Philharmonic Orchestra pod dyrekcją Rainera Pietscha